# Stayman
La convention Stayman, dans le jeu de bridge, a été inventée en 1950 par George Rapee, qui jouait avec Samuel Stayman ; ce dernier l'a publiée en 1956 sous son nom. Elle s'utilise classiquement après une ouverture d'un jeu fort et régulier (aucune majeure 5e, aucun singleton ou chicane) pour trouver un fit 4e dans une couleur majeure.
Le Stayman est généralement décliné différemment selon la force de l'ouvreur :
- Stayman classique avec un ouvreur de 2e zone (15-17H) qui ouvre de 1SA
- Check-back stayman avec un ouvreur de 3e zone (18-19H) qui ouvre d'une mineure puis saute à 2SA
- Ouvreur de 4e zone (20-21H) qui ouvre de 2SA
- Ouvreur de 5e zone (22-23H) qui ouvre de 2♣ ou de 6e zone qui ouvre de 2♦

## Après une ouverture de 1SA
Avec une main régulière de 2e zone (15-17H dans le SEF), on privilégie une ouverture qui montre la force, en l'occurrence 1SA. Le partenaire peut alors utiliser l'enchère de 2♣ pour connaître la présence de majeures quatrièmes chez l'ouvreur. le Stayman 4 réponses est celui du SEF et de très loin le plus répandu en France. Les réponses à cette convention sont :
2♦ si l'ouvreur n'a pas de majeure quatrième,
2♥ s'il a quatre cartes à cœur,
2♠ s'il a quatre cartes à pique,
2SA s'il a quatre cartes dans chacune des deux majeures.
La suite des annonces après que l'ouvreur a indiqué ses majeures :
- Sur 2♦ de l'ouvreur (pas de majeure 4e chez l'ouvreur) : 
  - 2♥ ou 2♠ indique une couleur 5e dans un jeu plutôt faible (8 ou 9 HL), non forcing
  - 2SA est une annonce limite (8H) et 3SA un arrêt
  - 3♣, 3♦: montre une mineure 5e, forcing de manche
  - un saut à 3♥ ou 3♠ est un chassé-croisé : il indique un jeu fort avec une majeure 5e et l'autre 4e. C'est la majeure 4e qui est nommée et l'ouvreur doit alors rectifier à l'autre majeure, afin que l'ouvreur soit le déclarant. Le répondant peut alors arrêter les annonces (par exemple à 3SA), ou bien poursuivre vers le chelem.
  - 4SA, 5SA, ... ont la même signification qu'en réponse directe à 1SA
- Sur 2♥ ou 2♠ de l'ouvreur :
  - 2SA indique un misfit et un jeu plutôt faible (8H).
  - 3SA est un arrêt (9H à 15HL)
  - 3♣, 3♦: montre une mineure 5e, forcing de manche
  - Sur 2♥, le changement de couleur à 2♠ montre 8H, 5 cartes dans la couleur, proposition de manche
  - Le répondant, s'il a un singleton ou une chicane, peut agréer la couleur du partenaire par un saut au niveau de 4 dans cette couleur : c'est un splinter
  - Sur 2♥ ou 2♠, en l'absence de splinter, le répondant agrée la couleur du partenaire en annonçant 3 dans l'autre majeure
  - 4SA, 5SA, ... ont la même signification qu'en réponse directe à 1SA

- Sur 2SA de l'ouvreur :
  - 3♣ ou 3♦ sont des transferts, demandant à l'ouvreur de nommer respectivement 3♥ ou 3♠. La couleur étant alors agréée, le répondant peut soit passer (jeu faible), soit conclure à 4♥ ou à 4♠, soit démarrer des annonces de contrôle en tentative de chelem ou un blackwood.
  - Le soutien sans saut de l'ouvreur à 3♥ ou 3♠ indique un jeu limite et une tentative de manche
  - Le changement de couleur majeure sans saut indique un jeu plutôt faible et 5 cartes dans la nouvelle couleur
  - Le soutien à saut de l'ouvreur à 4♥ ou 4♠ est une enchère conclusive

## Check-back stayman
Cette enchère intervient lorsque l'ouvreur a un jeu régulier de 3e zone (18-19H dans le SEF), dans le but de découvrir un fit 5-3 ou un fit 4-4 dans une majeure. L'ouvreur commence par annoncer une mineure (1♣ ou 1♦). Si le répondant a une majeure au moins 4e, il l'annonce alors (1♥ ou un 1♠). Alors :
- Si l'ouvreur a 4 cartes à la couleur majeure de son partenaire, disons ♠, il peut déclarer directement 4♠.
- Si l'ouvreur a 2 ou 3 cartes à ♠, il déclare 2SA. C'est là que si le répondant a soit 4 cartes à ♥, soit 5 cartes à ♠, soit les deux, il déclare 3♣ (Check-back stayman)

Comme on le voit, l'ouvreur indique ici sa force avant d'indiquer sa distribution. Sans le checkback, un fit majeur peut passer totalement inaperçu, qu'il soit 5-3 (avec 5 cartes chez le répondant) que 4-4 (avec un répondant qui a 5 cartes à ♠ et 4 cartes à ♥).
Réponses de l'ouvreur au check-back stayman :
3 dans la majeure déjà déclarée par le répondant signifie : j'ai 3 cartes dans ta majeure
3 dans la majeure non déclarée par le répondant signifie : j'ai 4 cartes dans la majeure que tu n'as pas déclaré
3♦ : je n'ai ni l'un ni l'autre
3SA : j'ai les deux
Exemple d'enchères :
| Sud         | Ouest | Nord | Est      |
| ----------- | ----- | ---- | -------- |
| 1♣          | Passe | 1♠   | Passe    |
| 2SA         | Passe | 3♣   | Passe    |
| 3SA         | Passe | 4♠   | Passe... |
| 1. 2. 3. 4. |       |      |          |

 Cette séquence d'enchères a permis de découvrir un fit 5-3 à ♠. En l'absence de fit dans l'une des 2 majeures, le répondant conclut le plus souvent à 3SA.
Si le répondant a un soutien de 4 ou 5 cartes dans la mineure d'ouverture, avec au moins 11DH et de préférence un singleton, il répond conventionnellement 3♦ après les 2SA. 
La convention du check-back stayman a un certain nombre de variantes. Dans l'une  d'entre elles, les annonces du répondant de 3♣ (check-back) et de 3♦ (soutien de la mineure d'ouverture) sont inversées. Dans une autre, l'ouvreur qui répond au check-back annonce 3♦ avec les 2 majeures et 3SA sans majeure.

## Après une ouverture de 2SA
Avec un jeu régulier de 4e zone (20-21H dans le SEF), l'ouverture est 2SA. La réponse de 3♣ est un Stayman.
L'ouvreur répond selon les mêmes conventions que l'ouverture de 1SA (avec évidemment un décalage) :
3♦ si l'ouvreur n'a pas de majeure quatrième,
3♥ s'il a quatre cartes à cœur,
3♠ s'il a quatre cartes à pique,
3SA s'il a quatre cartes dans les deux majeures.

## Après une ouverture de 2♣ou de 2♦
Avec un jeu régulier de 5e zone (22-23H dans le SEF), l'ouverture est 2♣. Le répondant dit 2♦. L'ouvreur dit alors 2SA, qui montre le jeu régulier. La déclaration de 3♣ par le répondant est alors un Stayman, et les réponses de l'ouvreur sont les mêmes que sur l'ouverture de 2SA (voir ci-dessus).
Avec un jeu régulier de 6e zone (24H et davantage dans le SEF), l'ouverture est 2♦. La plupart du temps, le répondant indique 2♥ (pas d'As). Le déclarant déclare alors 2SA (jeu régulier), qui est une enchère forcing puisque l'ouverture de 2♦ est forcing de manche. Le répondant, même avec 0 points H, doit faire le Stayman dès lors qu'il a 4 cartes dans une majeure ; les enchères se poursuivent comme sur l'ouverture de 2SA.

On ne fait pas de Stayman avec une main 4-3-3-3 (les possibilités de coupe sont trop faibles, autant jouer à SA). Par contre, un joueur ayant une main 4-3-3-3 doit indiquer sa majeure quatrième, le cas échéant, en réponse au Stayman de son partenaire (rien ne dit que son partenaire ait, lui aussi, une main régulière).

## Variantes

### Le Stayman trois paliers
C'était le Stayman le plus utilisé au bridge, très proche de celui publié en 1945 par Samuel Stayman.
Alors qu'habituellement le Stayman classique ou 4 paliers s'emploie avec des mains comprenant une majeure quatrième et au moins 8 points, le Stayman trois paliers peut s'employer avec des mains de moins de 8 points comprenant au moins une majeure quatrième. Il est utilisé pour retrouver un contrat à la couleur souvent supérieur à un contrat à SA lorsque l'une des deux mains est très faible et offre donc peu de remontées en dehors d'une couleur d'atout éventuelle.
L'enchère de 2♣ est toujours employée comme Stayman mais seules trois réponses sont possibles :
2♦ si l'ouvreur n'a pas de majeure quatrième,
2♥ s'il a quatre cartes à cœur avec ou sans quatre cartes à pique,
2♠ s'il a quatre cartes à pique sans quatre cartes à cœur
L'enchère de 2SA n'est plus employée. Ainsi le répondant muni d'une main faible pourra passer sur la réponse de l'ouvreur. 
Les développements de cette version du Stayman sont assez similaires à ceux du Stayman classique, l'ouvreur pouvant déduire par inférence la présence de 4 cartes à pique chez son partenaire lorsqu'il possède les deux majeures quatrièmes.

### Le Stayman cinq paliers
Cette version du Stayman est très proche de la version du Stayman classique ou 4 paliers. Elle se contente d'ajouter la distinction entre une main maximum ou minimum de l'ouvreur lorsqu'il détient les deux majeures quatrièmes.
Ainsi les 5 réponses possibles sont :
2♦ si l'ouvreur n'a pas de majeure quatrième,
2♥ s'il a quatre cartes à cœur,
2♠ s'il a quatre cartes à pique,
2SA s'il a quatre cartes dans les deux majeures et qu'il est minimum de son ouverture,
3♣ s'il a quatre cartes dans les deux majeures et qu'il est maximum de son ouverture.
Cette convention facilite les développements en vue d'un chelem lorsque l'ouvreur détient deux majeures de quatre cartes.

### Le Stayman atypique
Le Stayman atypique complète le Stayman 4 paliers et permet d'annoncer une majeure 5e avec une main limite de 7-8 points. On l'appelle également la "Misère Dorée" lorsque la main possède un singleton.
Sur 2 ♦, on répond 2 ♥ avec 5♥ (et peut-être 4 ♠), 2 ♠ avec 5 ♠ et (peut-être 4 ♥), l'ouvreur ne reparle que fitté et plutôt maximum.
Sur 2 ♥, on peut encore dire 2 ♠ (sans 4 ♥), mais sur 2 ♠ avec 5 ♥ on dira 2 sans-atout : c'est le mauvais cas !

Le gros intérêt de ce Stayman est de préciser les séquences suivantes  :
- 1 sans-atout, 2 ♦, 2 ♥, 2 sans-atouts forcing manche (ou plus) avec 5 ♥
- 1 sans-atout, 2 ♦, 2 ♥, 3 ♥ avec 6 cartes et demande de contrôles vers le chelem

En bref, un Texas est alors soit faible, soit forcing de manche, ce qui permet d'annoncer ou d'éviter des chelems avec une grande précision.

### Le Stayman deux voies ou Stayman forcing et Stayman non-forcing
- 2 ♣ garde toujours le même sens mais n'est forcing que pour un tour
- 2 ♦ est Stayman forcing de manche. Les enchères ne s'arrêteront qu'une fois la manche atteinte. 2SA par l'ouvreur dénie la possession d'une majeure 4e.

### Autres Stayman
Il existe d'autres variantes de Stayman (Puppet Stayman, Stayman non prometteur, Stayman 5 cartes, ...). Mais ce n'est pas la convention qui fait un bon joueur de bridge, c'est la bonne entente avec le partenaire !